# Quirino Gasparini
Quirino Gasparini (24. října 1721 Gandino – 30. září 1778 Turín) byl italský violoncellista a hudební skladatel.

## Život
Narodil se v Gandinu v blízkosti Bergama 24. října 1721. Základní hudební vzdělání získal v Bergamu. V roce 1737 odešel do Milána, kde studoval u Giovanni Fioroniho. Stal se sbormistrem v milánské katedrály. Vrátil se do Bergama a dále studoval u Giovanni Battisty Martiniho. 18. září 1745 byl v Bergamu vysvěcen na kněze. V roce 1751 se stal členem prestižní Filharmonické akademie v Bologni (Accademia filarmonica di Bologna).
V roce 1756 uvedl v Miláně svou první operu Artaserse. Krátce působil také v Římě a v Neapoli. Do Bergama se vrátil v roce 1759. Ucházel se neúspěšně o místo kapelníka v bazilice Santa Maria Maggiore. O rok později se však stal ředitelem kůru katedrály v Turíně. Toto místo si uchoval až do své smrti v roce 1778.
Mezi jeho díly vyniká opera Mitridate re di Ponto, která byla uvedena v Teatro Regio v Turíně 31. ledna 1767. Libreto napsal Vittorio Amadeo Cigna-Santi a totéž libreto o tři roky později zhudebnil Wolfgang Amadeus Mozart pro milánský karneval v roce 1770.
Quirino Gasparini je znám zejména jako autor četné chrámové hudby.

## Dílo

### Opery
- Artaserse (libreto Pietro Metastasio, 1756 Milán)
- Mitridate re di Ponto (libreto Vittorio Amedeo Cigna-Santi, 1767 Turín)
- Azione teatrale intermediata di danze, 2 díly (1769 Turín)

### Chrámová hudba
- 17 mší
- 3 requiem
- Stabat Mater pro 2 soprány, housle a basso continuo (1770 ca.)
- Adoramus te per 4 voci con strumenti
- 9 Litanie della Beata Vergine
- 6 Antifone per le Rogazioni
- 5 Miserere
- 4 Laudate Pueri
- 4 Victimae Paschali
- 3 Confitebor
- 3 Gloria
- 3 Lauda Sion
- 3 Magnificat
- 3 O Sapientia
- 3 Lauda Sion
- 2 Credo
- 2 Est Secretum Valeriane
- 2 Laetatus Sum
- 2 Qui Tollis
- 2 Quoniam
- 2 Sicut Cervus
- 2 Tantum Ergo
- 2 Te Deum
- Salmi brevi per tutto l'anno

### Instrumentální hudba
- 6 trii academici pro dvoje 2 housle a violoncello, op. 1
- 6 trií pro dvoje 2 housle a violoncello
- Houslový koncert
- Koncert pro cembalo nebo varhany a smyčcový orchestr
- Sonáty pro varhany